# Auður Jónsdóttir
Auður Jónsdóttir (født 30. marts 1973 i Reykjavik) er en islandsk forfatter og journalist.
Hun debuterede i 1998 og anses for at være en af Islands førende romanforfattere. Hun blev nomineret til Nordisk Råds Litteraturpris for romanerne Fólkið í kjallaranum (2004, da: Dem i kælderen 2006) og den selvbiografiske roman Ósjálfrátt (2012, da: Livstørst 2015). Hun har også skrevet børnebøger, blandt andet et portræt af sin morfar, nobelprisvinderen Halldór Laxness.
Auður Jónsdóttir er gift med børnebogsforfatteren Thórarinn Leifsson.

## Værker oversat til dansk
- Livstørst (2015) - også omtalt under arbejdstitlen Uvilkårligt[1]
- Depositum (2009)
- Dem i kælderen (2006)

## Priser og nomineringer (udvalgte)
- 2014: Nordisk Råds Litteraturpris (nominering): Livstørst
- 2006: Nordisk Råds Litteraturpris (nominering): Dem i kælderen
- 2004: Den islandske litteraturpris: Dem i kælderen
- 1998: Den islandske litteraturpris (nominering): Stjórnlaus Lukka